# Jadwiga Rutkowska
Jadwiga Maria Rutkowska (nascuda Abisiak, més tard Dobrowolska) (Guzów, Masòvia, 6 de febrer de 1934 - Varsòvia, 19 de juny de 2004) va ser una jugadora de voleibol polonesa que va competir durant la dècada de 1950 i 1960.
El 1964 va prendre part en els Jocs Olímpics de Tòquio, on guanyà la medalla de bronze en la competició de voleibol.
En el seu palmarès també destaquen una medalla de bronze al Campionat d'Europa de 1955.
Entre 1953 i 1964 jugà 126 partits amb la seva selecció. A nivell de clubs jugà al AZS-AWF Warszawa i Skra Warszawa. Va guanyar 10 títols de lliga polonesos (1955 a 1958, 1960, 1962 a 1966).